# Brestov Dol
Brestov Dol (Servisch cyrillisch Брестов Дол) is een plaats in de Servische gemeente Novi Pazar. De plaats telt 32 inwoners (2002).